# Kelly and Me
Kelly and Me is een Amerikaanse filmkomedie uit 1957 onder regie van Robert Z. Leonard.

## Verhaal
De stoethaspelende artiest Len Carmody ontmoet toevallig de getrainde hond Kelly, die door zijn baasje is verstoten uit een dansnummer voor honden. Samen worden ze onverwachts een groot succes. In de trein maakt Len kennis met Mina, de dochter van een filmproducent op zoek naar nieuw talent.

## Rolverdeling
| Acteur             | Personage         |
| ------------------ | ----------------- |
| Van Johnson        | Len Carmody       |
| Piper Laurie       | Mina Van Runkel   |
| Martha Hyer        | Lucy Castle       |
| Onslow Stevens     | Walter Van Runkel |
| Herbert Anderson   | Ben Collins       |
| Douglas Fowley     | Dave Gans         |
| Frank Wilcox       | George Halderman  |
| Dan Riss           | Stu Baker         |
| Maurice Manson     | Mijnheer Johnson  |
| Gregory Gaye       | Milo              |
| Yvonne Peattie     | Juffrouw Boyle    |
| Elizabeth Flournoy | Juffrouw Wilk     |
| Lyle Latell        | Joe Webb          |